# 장수 나들목 (장수)
장수 나들목(Jangsu IC)은 전북특별자치도 장수군 계남면 호덕리에 설치된 새만금포항고속도로의 5번 교차로이다. 나들목 진출입로는 계남면 화음리와 접하고 있으며, 국도 제19호선을 통해 계남면, 장계면, 장수읍내로 진출할 수 있다.
새만금포항고속도로 장수 나들목 ~ 장수 분기점 구간은 동 노선의 구간 중 개통 시기가 가장 이르며, 통영대전고속도로의 함양 분기점 ~ 무주 나들목 구간과 함께 2001년 11월 21일 개통되었다. 이후 2007년 12월 13일에 본 교차로에서 익산 분기점까지 구간이 개통되기 전까지는 장수 분기점과 함께 실질적으로 통영대전고속도로의 진출입로 역할을 하였다.

## 연혁
- 2000년 6월 21일 : 지자체의 장수 나들목 조기 개설 요구와 대전 ~ 통영고속도로 건설과 중복투자를 방지하기 위해 2001년 12월까지 나들목 건설을 위해 전라북도 익산시 왕궁면 구덕리 ~ 완주군 소양면 신촌리 26.1km 구간 도로구역 변경[1]
- 2001년 11월 21일: 익산포항고속도로 장수 나들목 ~ 장수 분기점 구간 개통에 따라 영업 개시[2]

## 구조물 정보
- 위치: 전북특별자치도 장수군 계남면 호덕리
- 영업소: 전북특별자치도 장수군 계남면 장무로 2-55

## 접속하는 도로
- 국도 제19호선 (장무로)

## 교통량 정보
| 요금소        | 통행량 (대/일) | 통행량 (대/일) | 통행량 (대/일) | 통행량 (대/일) | 통행량 (대/일) | 통행량 (대/일) | 통행량 (대/일) | 통행량 (대/일) | 통행량 (대/일) | 통행량 (대/일) | 각주  |
| 요금소        | 2001년         | 2002년         | 2003년         | 2004년         | 2005년         | 2006년         | 2007년         | 2008년         | 2009년         | 2010년         | 각주  |
| ------------- | -------------- | -------------- | -------------- | -------------- | -------------- | -------------- | -------------- | -------------- | -------------- | -------------- | ----- |
| 장수 (폐쇄식) | 1,500          | 2,151          | 2,453          | 2,582          | 2,684          | 2,887          | 2,251          | 2,126          | 2,209          | 2,247          | [ 3 ] |
| 요금소        | 2011년         | 2012년         | 2013년         | 2014년         | 2015년         | 2016년         | 2017년         | 2018년         | 2019년         |                | [ 3 ] |
| 장수 (폐쇄식) | 2,041          | 2,050          | 2,147          | 2,164          | 2,286          | 2,290          | 2,290          | 2,276          | 2,266          |                | [ 3 ] |